# VocalTec
 (décembre 2020).
VocalTec est un fournisseur de services de Voix sur IP et un pionnier de cette technologie, au milieu des années 1990, tout comme son concurrent américain Net2Phone, grâce à un des tout premiers logiciels qui ont permis de faire baisser le coût du téléphone. Fondée en 1985 en Israel, et entrée en Bourse dès 1996, la société VocalTec s'est fait connaître la première dans ce domaine à partir de 1995 avant d'être rattrapé et doublé par des concurrents.

## Histoire
Fondée en 1985 en Israel par Alon Cohen et Lior Haramaty, la société s'est fait connaître d'abord dans les logiciels de synthèse vocale pour personnes handicapées.

### Entrée en Bourse de février 1996
Vocaltec a levé une trentaine de millions de dollars lors d'une discrète introduction en bourse à 19 dollars l'action sur le Nasdaq le 6 février 1996, dans une conjoncture boursière encore hésitante. 
L'action tombe de 20 à 4 dollars en quelques mois car elle se heurte aux opérateurs télécoms, qui réclament des mesures de régulation pour s'opposer à sa pénétration du marché, en faisant valoir un son de piètre qualité. VocalTec réalise d'abord 98 % de ses ventes dans la Voix sur IP, dont elle contrôle 90 % du petit marché. Puis son action rebondit de 16 % quand elle annonce au 3e trimestre 1996 que d'autres services assurent désormais la moitié du chiffre d'affaires, estimé à 3,8 millions de dollars pour l'année 1996.
Vocaltec annonce aussi au printemps 1996 un nouveau logiciel permettant une communication avec un correspondant équipé d'un téléphone classique, pour concurrencer le service similaire lancé au même moment par son concurrent américain Net2Phone.

### Investissement de Deutsche Telekom
Deutsche Telekom a pris 21,1% du capital de VocalTec dès 1997 pour 48,3 millions de dollars. Le géant allemand a dans la foulée annoncé qu'un millier de ses clients vont tester son produit. C'est le premier opérateur au monde à réaliser un tel investissement. Cet investissement attire l'attention de la presse sur le succès des entreprises israéliennes de technologie, d'autant qu'une autre, ICQ, se fait connaître dans le même domaine, la  la Voix sur IP, et se fera acheter en 1998 par America Online (AOL).
Les Echos observent alors que l'allemand Siemens et le canadien Newbridge ont co-investi 435 millions de francs dans la petite société Radnet, opérant dans les réseaux de télécommunications, Siemens ayant aussi racheté l'électronicien Ornet. De son côté, l'américain Cylink a acquis Algorithmie Research, spécialisée dans le cryptage informatique, pour 82,7 millions de dollars, soit plus de 10 fois son chiffre d'affaires. En 1997, cette petite nation compte 4 sociétés, dont Check Point Software Technologies, parmi les 25 leaders mondiaux des technologies liées à Internet. 
Le quotidien français souligne que l'armée israélienne « offrant jusqu'à cinq ans de formation à ses recrues informatiques, des régiments de « grosses têtes » ont sans cesse essaimé vers l'industrie » des hautes technologies. Dans ce pays au 5e rang mondial des liaisons Internet, plus du tiers des foyers est alors déjà équipé d'un ordinateur. Selon le modèle japonais du Miti, et grâce à « 40 fonds de capital-risque, canalisant 800 millions de dollars vers les hautes technologies », soit plus que l'ensemble du continent européen, Israël est alors numéro cinq mondial derrière le Japon, l'Allemagne, la Suisse et la Suède, pour le taux d'investissement du PIB dans la R&D, qui s'élève à 2,3 %. Wall Street et le NASDAQ cotent plus de 80 firmes israéliennes, pesant collectivement près de 800 millions de dollars de capitalisation boursière, avec un volume d'échanges supérieur à celui des 700 sociétés cotées de Tel Aviv.

### L'offre T-NetCall
Deutsche Telekom a utilisé l'investissement dans VocalTec pour promouvoir son image d'opérateur investi dans Internet, alors qu'il a lancé le fournisseur d'accès international T.Net, dont le logiciel T-NetCall est un service vedette. Mais les annonces ne sont suivies d'actions qu'après une année.
Le site d'information CNet indique alors que la direction veut investir 18 milliards de dollars dans ce secteur, pour défier les opérateurs américains Qwest Communications et Level 3, ou le service Connect'N Save d'AT&T, qui est offert à Boston, Atlanta, Phoenix, Baltimore, Miami et à San Francisco pour 2 dollars par mois et 8,5 cents la minute. 
Après plus d'un an de tests auprès de mille grands clients, Deutsche Telekom a ouvert son propre service, utilisant la technologie VocalTec, le 4 septembre 1998.
T-NetCall devient alors un réseau de téléphonie sur Internet permettant de passer des appels internationaux vers vingt pays différents, pour un prix variant de 19 cents la minute vers la Grande- Bretagne à 99 cents la minute vers la Chine.

### La concurrence avivée
VocalTec, au coude à coude avec Net2Phone, n'a plus sur l'année 1997 que 20% du marché mondial, qui reste restreint à 17 millions de dollars, et sa part tombera à 10 % en 1998. 
VocalTec devient en 1998 vendeur de capacités d'appels d'ordinateur à téléphone et de téléphone à téléphone. L'action grimpera jusqu à 3363 dollars le 3 mars 2000. A la fin de l'année 1999, grâce à son apport technologique, VocalTec avait été classée par PC Magazine dans les 100 sociétés les plus influentes au monde
L'année 1999 avait vu ce marché exploser, passant de 310 millions à 2,7 milliards de minutes en  Voix sur IP, avec une multiplication du nombre d'acteurs, tandis que les opérateurs télécoms y restent très marginaux, seul le cablo-opérateur Cablevision parvenant à en prendre 20%, en valeur, en 2003 tandis que les services gratuits de Skype lui permettent d'avoir 309 millions d'abonnés en 2008.

### Chronologie
- 13 octobre 1994 : le Netscape Navigator, premier du genre, montre les possibilités d'Internet;
- début 1995 : VocalTec lance son logiciel, il a 90% du marché mondial[8];
- 9 août 1995: Netscape, qui a 80 % du marché de la navigation, réussit son Introduction en bourse, valorisée 2 milliards de dollars, 25 fois un chiffre d'affaires de 85 millions de dollars, malgré une perte de 6,61 millions[10];
- février 1996 : VocalTec réussit son Introduction en bourse;
- printemps 1996 : Net2Phone et VocalTec permettent d'appeler un téléphone classique via un PC;
- avril 1996 : IBM veut créer un groupe de travail international pour un standard VOIP[4] et Microsoft  prévoit son propre logiciel[4];
- 12 avril 1996 : Yahoo! entre en bourse, valorisé plus de 800 millions de dollars[11],[12].
- 1996 : ICQ lancée par les deux étudiants fondateurs de Mirabilis;
- 1996 : apparition de "WebTalk", de Quaterdeck[4], VocalTec et Net2Ppone[8], ont chacun 20% du marché mondial[8];
- septembre 1997 : plusieurs sociétés japonaises offrent la Voix sur IP[13];
- fin 1997 : Forrester Research prévoit un marché mondial de la Voix sur IP dépassant 180 millions de francs sur l'année[13];
- fin 1997 : Netscape se résout à mettre gratuitement à la disposition son navigateur[10];
- début 1998 : concurrence sur le marché des particuliers français des télécoms (loi)[14];
- 12 juin 1998 : AOL achète pour 407 millions de dollars[réf. nécessaire], l'israélien Mirabilis, dont la messagerie ICQ réunit 13 millions d'utilisateurs[15].
- 4 septembre 1998 : Deutsche Telekom lance son service mondial à technologie VocalTec[7];
- novembre 1998 : l'IDATEE prévoit qu'à terme la Voix sur IP sera vendue par tous les opérateurs sur leur marché national[7];
- 1998 : Yahoo! Messenger  lancé;
- juin 1999 : Net2Phone réussit son Introduction en bourse, valorisée 200 millions de dollars;
- août 1999 : ICQ compte 38 millions d’abonnés et AIM 25 millions[16];
- 1999 : le marché mondial de la Voix sur IP a presque décuplé, passant de 310 millions à 2,7 milliards de minutes[8], avec une multiplication du nombre d'acteurs[8];
- 1999 : MSN Messenger lancé;
- mars 2000 : un tiers du capital de Net2Phone racheté pour 1,4 milliard de dollars par un consortium incluant Yahoo! et AT&T, mené par Howard Jonas, fondateur de Net2Phone[17], AOL ne s'y joint pas pour des raisons de prix[18];
- fin 2000 : Net2Phone détient 72 % du marché global de la VOIP, en volume comme en chiffre d'affaires, selon le cabinet Ilocus[19];
- 2000 : la messagerie instantanée chinoise Gadu-Gadu lancée;
- juin 2001 : la VOIP omniprésente à l'Interop Las Vegas[20];
- 2003 : le câblo-opérateur Cablevision a 20 % du marché mondial en valeur[8].
- 2004 : chiffre d'affaires de 7 millions de dollars de Skype;
- février 2005 : Skype attire l'attention en France[21];
- 13 septembre 2005 : eBay offre 2,6 à 4,1 milliards USD pour acheter Skype, qui n'a encore que 200 salariés[22];
- septembre 2009 : eBay revend 65 % de Skype à un consortium américain, pour 1,9 milliard[23];
- 2009 : Jan Koum et Brian Acton, 2 ex Yahoo que Facebook a refusé d'embaucher, créent WhatsApp;
- 10 mai 2011 : Microsoft rachète Skype pour 8,5 milliards de dollars, dette incluse[24],[25] et le fusionne avec Windows Live Messenger;
- début 2012: Xavier Niel annonce plus aucune restriction sur Free Mobile[26];
- mars 2013 : un tiers des appels internationaux passent par Skype, qui a augmenté son activité d'un tiers en un an;
- mars 2013 : Skype montré du doigt par l'Arcep, Jean-Ludovic Silicani rappelant lors d'une conférence de presse qu'il a « saisi le parquet », car Skype n'honore pas ses obligations d'opérateur télécom[27];
- février 2014 : WhatsApp acheté par Facebook, qui veut ses 450 millions d'utilisateurs[28];
- début 2014 : Facebook Messenger offre des conversations téléphoniques[29];
- avril 2015 : Facebook Messenger passe aux conversations en vidéo[29].